# Iwan Sussanin

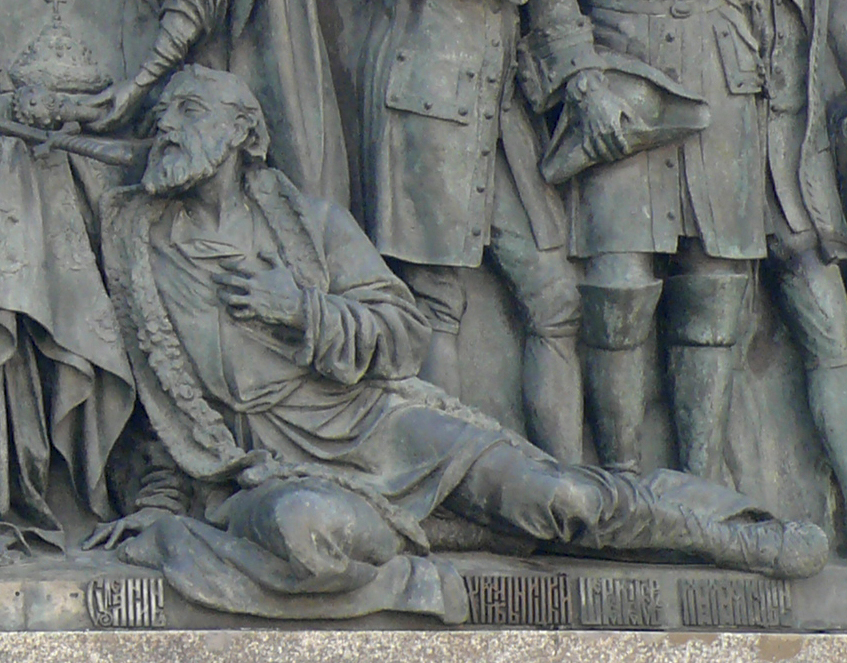
Iwan Sussanin auf dem Nationaldenkmal Tausend Jahre Russland in Weliki Nowgorod

Iwan Sussanin (russisch Иван Сусанин; † 1613) ist ein russischer Nationalheld aus der Zeit der Wirren. Er war ein Bauer aus dem Dorf Domnino bei Kostroma, der dafür bekannt wurde, dass er den künftigen Zaren Michail Romanow, der sich im Ipatios-Kloster bei Kostroma befand, rettete. Sussanin führte einen polnisch-litauischen Trupp, der zur Ermordung Michails geschickt worden war, auf einen falschen Weg in die tiefen Wälder und starb dort einen Märtyrertod. Wenig später wurde Michail Romanow vom Semski Sobor zum Zaren gewählt und begründete so die Romanow-Dynastie. Die Versuche Polen-Litauens und Schwedens, den Moskauer Zarenthron zu beherrschen, sind damit gescheitert.
Der Komponist Michail Glinka widmete Sussanin die Oper Ein Leben für den Zaren. Die Ortschaft Sussanino und der Sussanin-Platz in der Stadt Kostroma wurden nach dem Helden benannt. In Kostroma steht ein Denkmal Iwan Sussanins. Außerdem ist er auf dem Nationaldenkmal Tausend Jahre Russland in Weliki Nowgorod abgebildet. Zahlreiche russische Maler widmeten ihm ihre Werke.

## Galerie

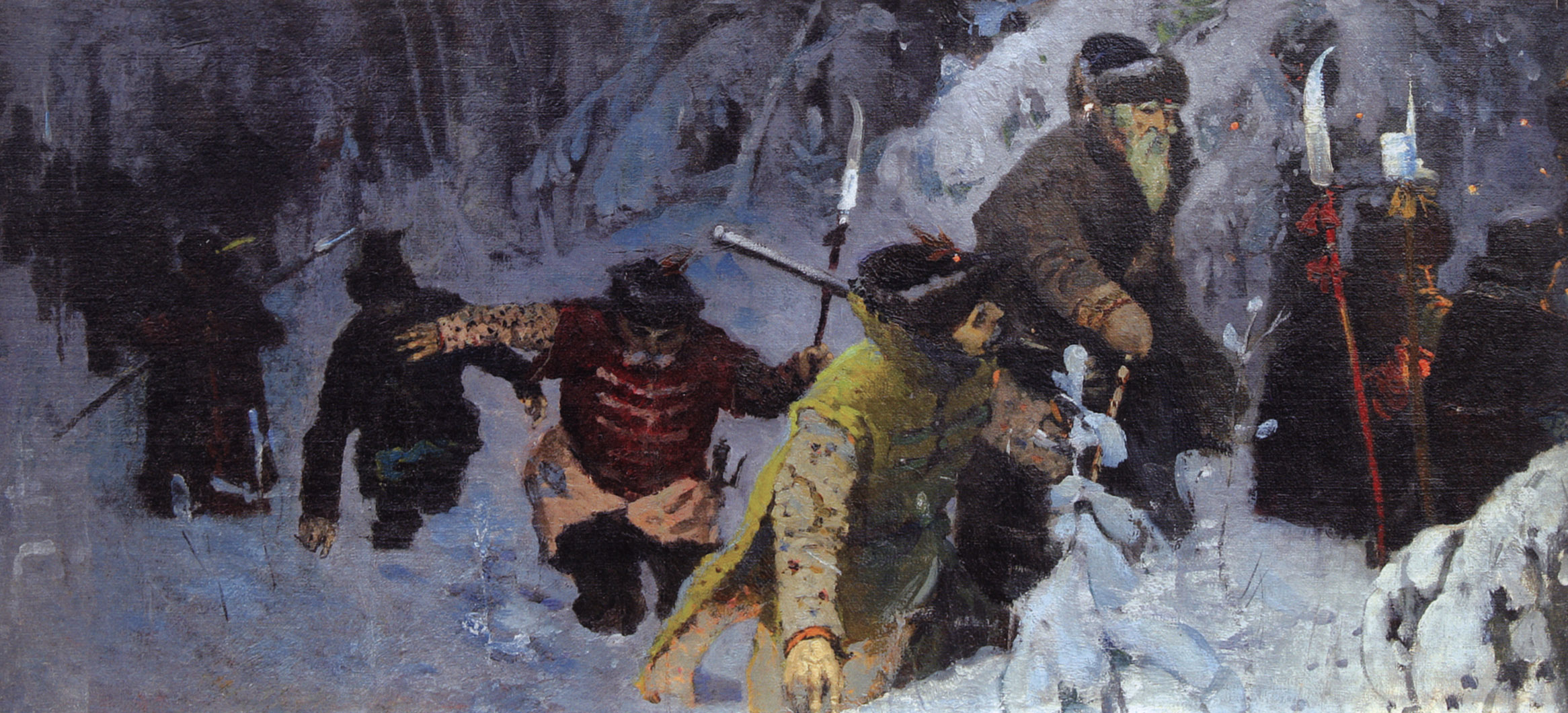
Gemälde von Michail Nesterow, 1884
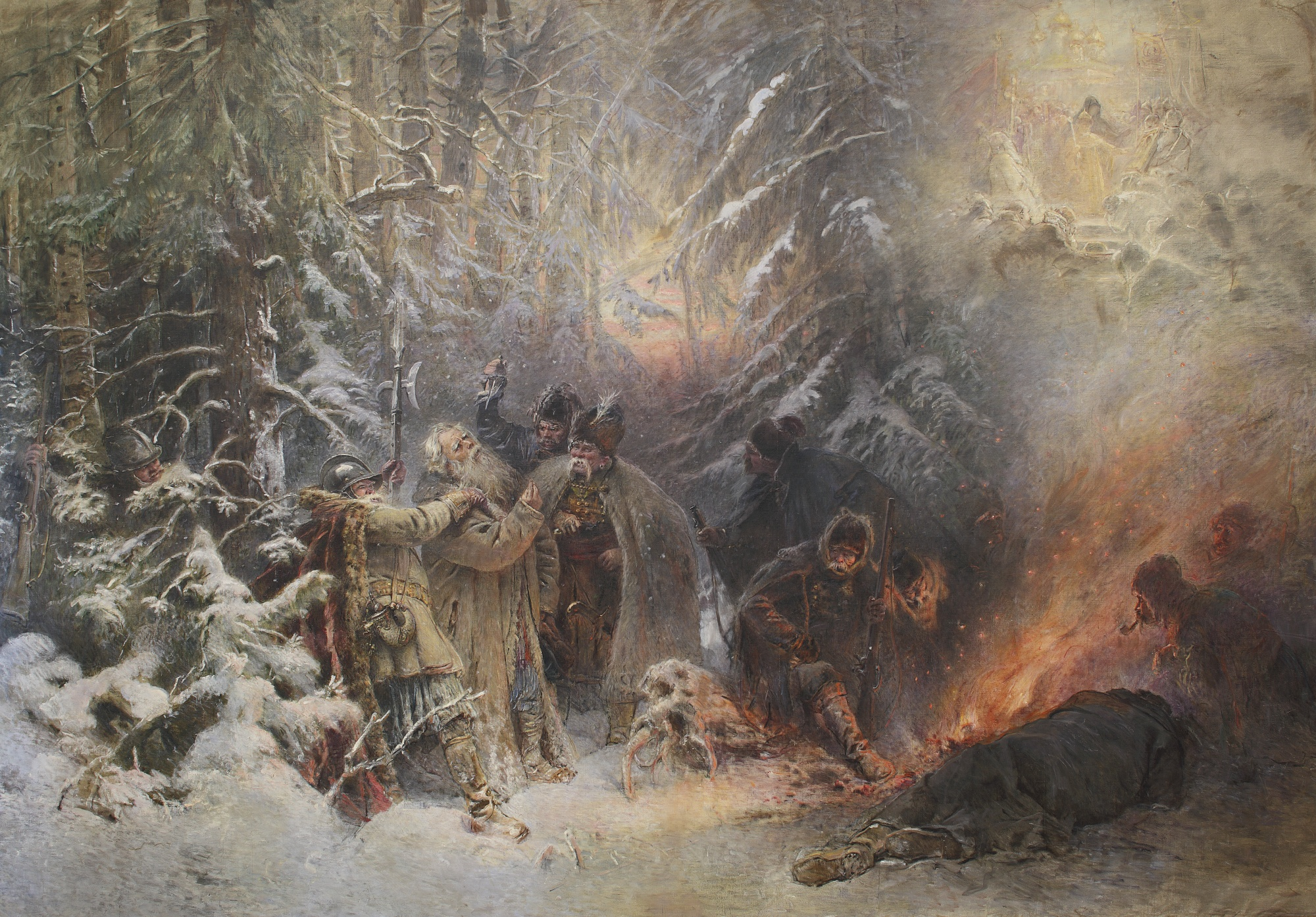
Gemälde von Konstantin Makowski, 1914